# О’Хора, Ронан
Ронан О’Хора (англ. Ronan O’Hora; род. 9 января 1964 года, Манчестер) — британский пианист.

## Биография
Окончил Королевский Северный колледж музыки, ученик Рышарда Бакста. В 1985 г. был удостоен премии имени Стефании Некраш лучшему в Англии исполнителю произведений Фридерика Шопена.
Гастролировал в Европе, США, Канаде, Австралии и Южной Африке; играл со многими оркестрами (Лондонский филармонический оркестр, Симфонический оркестр Би-би-си, Королевский филармонический оркестр, Английский камерный оркестр, Академия Святого Мартина в полях, Оркестр Халле, Индианаполисский симфонический оркестр, Оркестр Тонхалле, Камерный филармонический оркестр Нидерландского радио, Philharmonia Hungarica, Филармонический оркестр Брно, Виннипегский симфонический оркестр, Флоридский филармонический оркестр, Квинслендский оркестр) под управлением известных дирижёров (Кес Бакелс, Маттиас Бамерт, Ханс Вонк, Джеймс Джадд, Иегуди Менухин, Брамуэлл Тови, Эдо де Ваарт, Такуо Юаса, Лотар Загрошек).
Уже ранние записи О’Хоры — фортепианный концерт Эдварда Грига (1994, с Королевским филармоническим оркестром), сборник произведений Шопена и Клода Дебюсси (1996) — вызвали высокую оценку критики; за ними последовали более 20 дисков с произведениями Гайдна, Моцарта, Бетховена, Мендельсона, Брамса, кроме того, О’Хора записал «Гимнопедии» Эрика Сати.
С 1999 г. О’Хора возглавляет кафедру фортепиано в Гилдхоллской школе музыки и театра; среди его учеников, в частности, Мартин Стурфельт. Также преподавал в Королевском Северном музыкальном колледже.

## Награды и признание
- золотая медаль Dayas
- серебряная медаль Worshipful Company of Musicians
- премия имени Стефании Некраш (пол. Stefania Niekrasz)[1] (1985)